# Funcions ortogonals
En matemàtiques, les funcions ortogonals pertanyen a un espai funcional que és un espai vectorial equipat amb una forma bilineal. Quan l'espai de funcions té un interval com a domini, la forma bilineal pot ser la integral del producte de funcions sobre l'interval:
{\displaystyle \langle f,g\rangle =\int {\overline {f(x)}}g(x)\,dx.}
Les funcions {\displaystyle f} i {\displaystyle g} són ortogonals quan aquesta integral és zero, és a dir {\displaystyle \langle f,\,g\rangle =0} sempre que {\displaystyle f\neq g}. Igual que amb una base de vectors en un espai de dimensions finites, les funcions ortogonals poden formar una base infinita per a un espai de funcions. Conceptualment, la integral anterior és l'equivalent d'un producte escalat vectorial; dos vectors són mútuament independents (ortogonals) si el seu producte escalat és zero.
Suposem {\displaystyle \{f_{0},f_{1},\ldots \}} és una seqüència de funcions ortogonals de L2-normes diferents de zero {\textstyle \left\|f_{n}\right\|_{2}={\sqrt {\langle f_{n},f_{n}\rangle }}=\left(\int f_{n}^{2}\ dx\right)^{\frac {1}{2}}}. Es dedueix que la seqüència {\displaystyle \left\{f_{n}/\left\|f_{n}\right\|_{2}\right\}} és de funcions de L2-norma una, formant una seqüència ortonormal. Per tenir una norma L 2 definida, la integral ha d'estar acotada, cosa que restringeix les funcions a ser integrables al quadrat.

## Funcions trigonomètriques
Diversos conjunts de funcions ortogonals s'han convertit en bases estàndard per aproximar funcions. Per exemple, les funcions sinus sin nx i sin mx són ortogonals a l'interval {\displaystyle x\in (-\pi ,\pi )} Quan {\displaystyle m\neq n} i n i m són nombres enters positius. Llavors
{\displaystyle 2\sin \left(mx\right)\sin \left(nx\right)=\cos \left(\left(m-n\right)x\right)-\cos \left(\left(m+n\right)x\right),}
i la integral del producte de les dues funcions sinus s'esvaeix. Juntament amb les funcions cosinus, aquestes funcions ortogonals es poden reunir en un polinomi trigonomètric per aproximar una funció donada en l'interval amb la seva sèrie de Fourier.

## Polinomis
Si es comença amb la seqüència monomial {\displaystyle \left\{1,x,x^{2},\dots \right\}} a l'interval {\displaystyle [-1,1]} i s'aplica el procés de Gram-Schmidt, després s'obtenen els polinomis de Legendre. Una altra col·lecció de polinomis ortogonals són els polinomis de Legendre associats.
L'estudi de polinomis ortogonals implica funcions de pes {\displaystyle w(x)} que s'insereixen en forma bilineal:
{\displaystyle \langle f,g\rangle =\int w(x)f(x)g(x)\,dx.}
Per als polinomis de Laguerre activats {\displaystyle (0,\infty )} la funció de pes és {\displaystyle w(x)=e^{-x}}.
Tant els físics com els teòrics de probabilitats utilitzen polinomis d'Hermite {\displaystyle (-\infty ,\infty )}, on és la funció de pes {\displaystyle w(x)=e^{-x^{2}}} o {\displaystyle w(x)=e^{-x^{2}/2}}.
Els polinomis de Chebyshev es defineixen {\displaystyle [-1,1]} i utilitzar pesos {\textstyle w(x)={\frac {1}{\sqrt {1-x^{2}}}}} o {\textstyle w(x)={\sqrt {1-x^{2}}}}.
Els polinomis de Zernike es defineixen al disc unitari i tenen ortogonalitat tant de parts radials com angulars.